# Arancialia captonia
Arancialia captonia är en nässeldjursart som beskrevs av Hissman 2004. Arancialia captonia ingår i släktet Arancialia och familjen Rhodaliidae. Inga underarter finns listade i Catalogue of Life.